# Deronectes opatrinus
Deronectes opatrinus é uma espécie de insetos coleópteros pertencente à família Dytiscidae.
A autoridade científica da espécie é Germar, tendo sido descrita no ano de 1824.
Trata-se de uma espécie presente no território português.